# Brno (loď, 1946)
Loď Brno byla jednou ze dvou původních lodí, které zahajovaly provoz lodní dopravy na Brněnské přehradě v roce 1946. V provozu byla do roku 1967, poté byla prodána na Vranovskou přehradu. Tam plula v letech 1970–1978, následně byla vyřazena.

## Historie

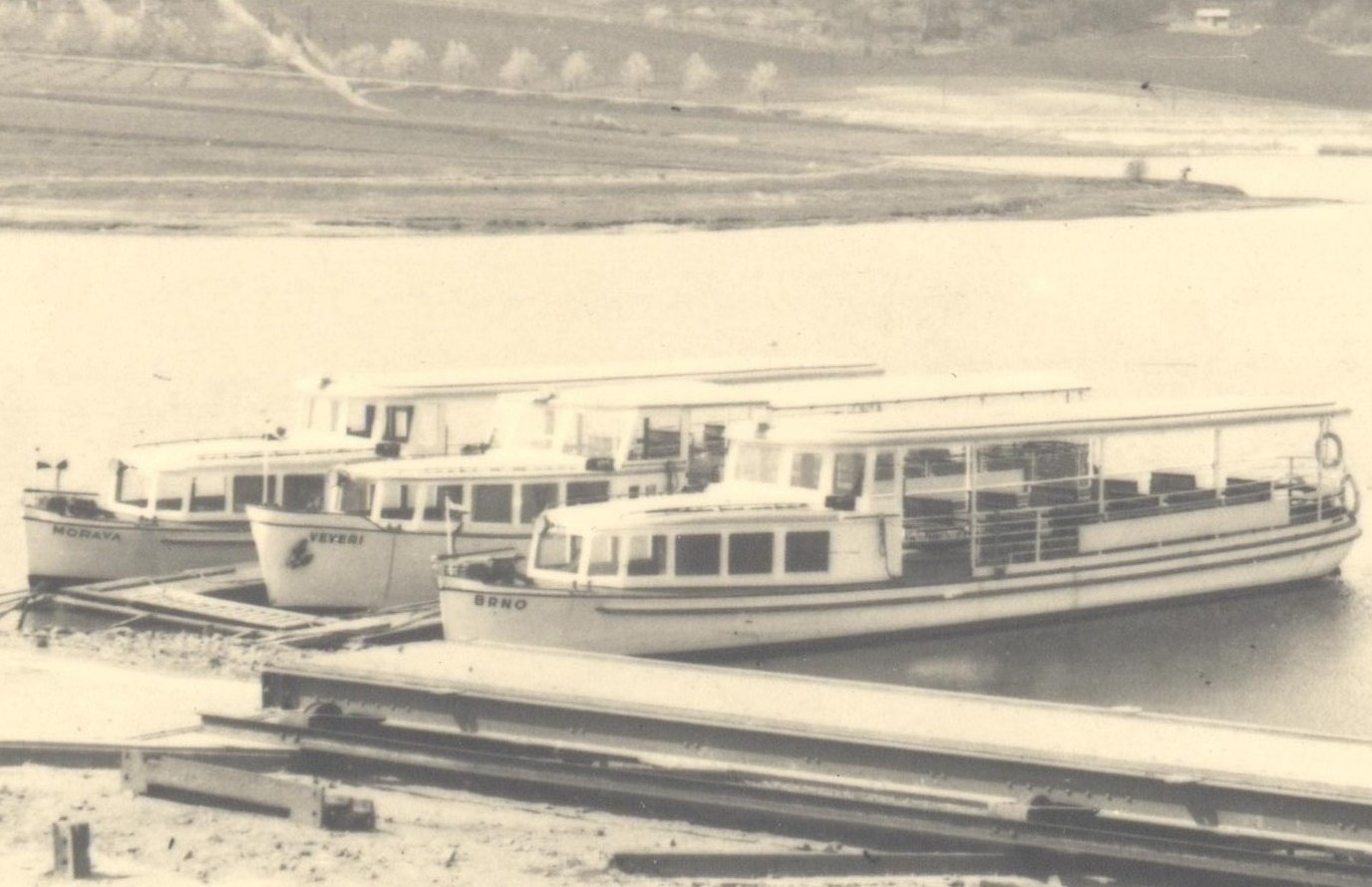
Loď Brno (v popředí) společně s loděmi Veveří a Morava v roce 1948

Brno bylo vyrobeno společně se svou sesterskou lodí Morava v loděnici Jean Stauf v Königswinteru na Rýně (poblíž Bonnu). Obě plavidla byla objednána někdy po roce 1940, vyrobena byla zřejmě roku 1943 a poté byla přepravena do Brna. Lodě byly až do konce druhé světové války uskladněny v tramvajové vozovně v Pisárkách. V roce 1945 však neznámí žháři (zřejmě ustupující němečtí vojáci) vozovnu podpálili. Shořelo v ní mnoho tramvajových vozů, obě lodě však požár přežily, i když jedna z nich byla velmi poškozena (není známo která). Plavidla byla na jaře 1946 opravena a převezena do bystrckého přístaviště. Obě lodě pak 5. května 1946 společně s malým člunem Svratka slavnostně zahájily provoz lodní dopravy na Brněnské přehradě.
Vzhledem k velkému zájmu Brňanů byly obě lodě, Brno a Morava, velmi vytížené. Po dodání dalších plavidel (zejména velkých dvoupalubových lodí v první polovině 50. let) však jejich nasazení bylo vzhledem k menší kapacitě omezováno. Brno bylo v 60. letech nasazováno již pouze na zálohy, případně jako posila při zvýšené přepravní poptávce. Po úbytku cestujících v 60. letech bylo rozhodnuto o odprodání Brna.
Po plavební sezóně 1967 byla loď vyřazena a následujícího roku odprodána na Vranovskou přehradu. Zde byla po technických úpravách zařazena do provozu v roce 1970. Společně se svou sesterskou lodí Morava, která byla na tuto nádrž odprodána již dříve, zajišťovalo Brno převoz rekreantů mezi přehradní hrází a Švýcarskou zátokou, kde se nacházela pláž. Jednalo se o krátkou trasu bez mezilehlé zastávky, ale s velkým obratem cestujících. Loď Brno byla vyřazena z provozu v roce 1978 z důvodu nedostatečné tloušťky dnové obšívky trupu. Plavidlo zůstalo odstaveno na pláži, kde se z něho postupně stával vrak. Ten byl sešrotován v roce 1987.

## Konstrukce

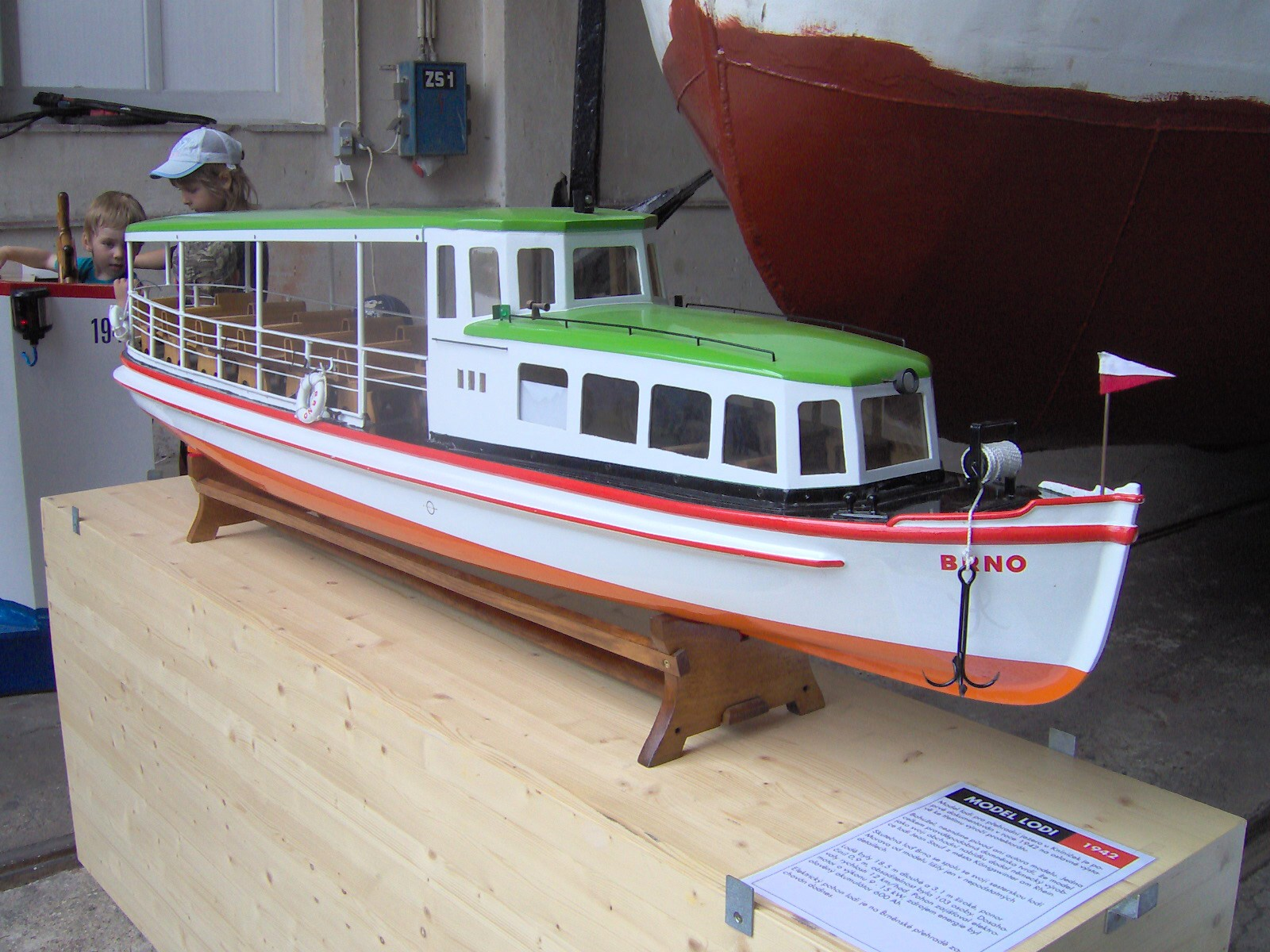
Model lodě Brno vyrobený v roce 1942

Loď Brno lze zařadit vzhledem k její obsaditelnosti mezi malé lodě, které kdy Dopravní podnik města Brna provozoval na Brněnské přehradě. Kapacita plavidla činila 103 osob (z toho 60 míst pro sezení). Loď byla rozdělena na přední uzavřenou kajutu a otevřenou zadní palubu, která byla kryta střechou. Do přední kajuty, ve které bylo 12 míst k sezení, se sestupovalo po pěti schodech. Stanoviště kapitána lodi se nacházelo na rozhraní hlavní paluby a snížené přední kajuty.
Trup lodě tvořily snýtované železné plechy o síle 3 mm, vyztužení trupu bylo provedeno žebry z úhlového železa, která byla umístěna po celé délce lodě v pravidelných rozestupech 400 mm. Podlahu lodě tvořil rýhovaný plech o tloušťce 5 mm.
Plavidlo bylo poháněno sériovým elektromotorem Siemens-Schuckert o výkonu 9 kW, který byl umístěn v zadní části lodi. Motor byl napájen z akumulátoru, jenž byl umístěn uprostřed lodi v uzavřeném prostoru. V podpalubí se také nacházela čtyři ruční pístová čerpadla pro případné odčerpání vody z plavidla.
Po prodání na Vranovskou přehradu došlo k výměně pohonné jednotky. Místo elektromotoru byla od té doby loď poháněna naftovým motorem Czepel 613 o výkonu 62 kW. Během 70. let pak byla ještě upravena sedadla: místo příčných byla v lodi umístěna podélná.